# Lo Pati
Lo Pati, el Centre d'Art de les Terres de l'Ebre, amb seu a Amposta, és un centre d'exposició per a projectes en matèria d'arts visuals a les comarques del Montsià, Baix Ebre, Ribera d'Ebre i la Terra Alta. La tasca del centre contempla programes de difusió, formació, producció, col·lecció, investigació i arxiu i forma part de la Xarxa de Centres d'Arts Visuals de Catalunya. El projecte s'articula a partir de la relació entre art i natura, i dona una plataforma als joves creadors. Coopera amb el Museu de les Terres de l'Ebre veí per la programació d'activitats conjuntes.

## Ubicació
El centre està ubicat a Amposta on antigament s'emplaçava el'«pati de les escoles públiques», aquesta referència explica l'origen del nom "Lo Pati”. Disposa d'una superfície expositiva fixa de 584 m² amb la possibilitat de sumar-hi puntualment la sala d'exposicions temporals del Museu de les Terres de l'Ebre de 200 m². Disposa d'una residència per artistes a Balada, al delta de l'Ebre. Comparteix les oficines, la sala d'actes i el magatzem (800 m²) amb el museu.

## Història
L'any 1956 l'ajuntament d'Amposta va patrocinar la iniciativa del «Concurs Nacional d'Arts Plàstiques Ciutat d'Amposta» i el 1989 va convocar la primera «Biennal d'Art Ciutat d'Amposta», amb la col·laboració del Museu del Montsià i l'Escola d'Art (ESARDI).
L'any 2003 es van celebrar les jornades de «L'art en situació de futur» coordinades per l'artista Carles Guerra i el director del Museu del Montsià Alex Farnós, que van significar el punt de partida pel futur del centre d'art que va començar a programar amb el segell d'Espai d'Arts Visuals d'Amposta (EAV) des d'aquell mateix any a les sales del museu. El mateix 2003, l'alcalde Joan Maria Roig va iniciar els treballs per construir un espai d'art permanent. Des d'aleshores fins a l'octubre de 2010, l'EAV es va consolidar com un nucli molt actiu. Va ser en aquest context quan l'any 2005 va néixer el Festival de Vídeo i Art Digital Strobe, certamen que ha aconseguit transcendir el marc local projectant-se internacionalment.
Entre 2007 i 2010, gràcies a un acord entre l'ajuntament d'Amposta i la Generalitat de Catalunya, es va construir l'edifici del centre ubicat en el pati posterior del Museu del Montsià. El 30 d'octubre de 2010, el conseller J.M. Tresserres i el batlle Manel Ferré i Montañés van inaugurar el Centre d'Art de les Terres de l'Ebre. El 14 de desembre del mateix any va rebre la consideració, per part del parlament de Catalunya, de centre reconegut i adscrit a la Xarxa de Centres d'Arts Visuals de Catalunya. Blai Mesa va ser-ne el director des de l'obertura el 2011. El músic Vicent Fibla el va succeir des de febrer 2014 al juliol de 2017. Des de l'agost de 2017 la comissària i crítica d'art Aida Boix encapçala la direcció. A més de les mostres, vol eixamplar el tipus d'activitats, entre d'altres per cicles de cinema d'autor.

## Activitats destacades
- El «concurs d'art públic XYZ», estrenat el 2012, amb intervencions artístiques de gran format en espais públics, urbans i naturals.[4]
- La setena edició del Festival Strobe de vídeo i art digital (2011).[5]
- La Biennal d'Art Ciutat d'Amposta (BIAM)[6]